# 纳他霉素
納他黴素（INN:natamycin，又稱pimaricin），是一種抗真菌藥，用於治療有關眼睛及其四周的真菌感染，包括眼瞼炎、結膜炎和角膜炎。此藥物通常以眼藥水形式給藥。納他黴素也被用於食品工業，作防腐劑用途。
使用此藥物可能會出現過敏反應。目前尚不清楚個體於懷孕期間使用對於胎兒，或是進行母乳哺育期間使用對於嬰兒是否安全。納他黴素屬於巨環內酯和多烯類抗真菌劑家族，透過改變真菌的細胞膜來達到殺死真菌的目的。
納他黴素於1955年被發現，並於1978年在美國獲准用於醫療用途。它已列入世界衛生組織基本藥物標準清單中。這種藥物是利用特定鏈黴菌屬，經由發酵的方式來量產。

## 用途

### 醫療用途
納他黴素用於治療真菌感染，包括念珠菌屬、麴黴屬 、枝頂孢黴屬、鐮孢菌屬和青黴菌。它可作為外用乳膏、眼藥水，或針對口腔感染的喉片（口腔錠）製劑。當以前述方式給藥時，納他黴素幾乎不會被人體吸收。口服時，腸胃道吸收極少，或是完全不吸收，因此不適用於治療全身性感染。獸醫會使用納他黴素喉片來治療動物的鵝口瘡。

### 食品用途
納他黴素在食品工業中作為一種抑制乳製品及其他食品中真菌滋長的物質，已有數十年的歷史。使用納他黴素的優點包括取代傳統化學防腐劑、不影響食物風味，以及不像化學防腐劑一樣，需依賴特定的pH值。應用納他黴素的方式有多種：作為水懸浮液（例如混入鹽水中）以噴灑或浸泡產品，或以粉末形式（與纖維素等抗結劑混合）灑在產品上或混入產品中。
納他黴素在美國已獲准應用於各種乳製品。更具體地說，納他黴素常用於奶油起司、茅屋起司、酸奶油、優格、起司絲、起司片和包裝沙拉等產品中。食品生產商使用納他黴素的原因之一是為取代人工防腐劑 - 山梨酸。納他黴素山梨酸鹽滲入起司的速度較慢、程度較低，山梨酸鹽可能會導致食品的風味不佳。
納他黴素作為食品添加劑，在歐盟的E編號為235。在整個歐盟，它僅被批准作為某些起司和乾香腸產品的表面防腐劑，且在表皮下5毫米處不得檢測出納他黴素。全球已有超過150個國家批准使用納他黴素，但其核准用於食品的應用範圍與劑量各有不同。
目前美國尚未批准使用納他黴素於肉類，但有些國家允許施用納他黴素於乾香腸和發酵香腸的表面以來防止腸衣上發霉。即使在不允許用於肉類的國家，若香腸中含有起司，也可能含有納他黴素，並標示其為成分之一。
歐洲食品安全局（EFSA）的專家小組於2002年起接手食品科學委員會為歐盟提供食品安全科學建議的職責。歐洲食品安全局於2009年認為根據建議的納他黴用量，作起司和香腸的表面處理之用，屬於安全。

## 安全性
納他黴素不具急性毒性。在動物研究中，發現最低的半數致死量（LD50）為2.5–4.5克/公斤。在大鼠體內，半數致死量為≥2,300毫克/公斤，且連續兩年每日給予500毫克/公斤的劑量，在存活率、生長或腫瘤發生率上均未發現明顯差異。納他黴素的代謝物也無毒性。納他黴素在各種儲存條件下的分解產物，其半數致死量比納他黴素低，在所有情況下，半數致死量的數值都相當高（即毒性甚低）。對於人體，連續多日重複給予500毫克/公斤/天的劑量會導致噁心、嘔吐和腹瀉。
無論是藥物劑量或作為食品添加劑的劑量，沒有證據顯示納他黴素會傷害正常的腸道菌群，但確切的研究可能尚未進行。但有些人會對納他黴素出現過敏。 
歐洲食品安全局已做出結論，認為將納他黴素作為食品添加劑使用，並不會產生具抗藥性的真菌，相關風險微乎其微。

## 作用機制
納他黴素透過專門與真菌細胞膜中的麥角固醇結合來抑制真菌生長。納他黴素會抑制氨基酸和葡萄糖的轉運蛋白，導致營養物質無法跨越細胞膜運輸。這種結合是可逆的，但麥角固醇結合是一種通用的真菌抑制機制，使納他黴素能夠作用於從酵母屬到麴黴屬等多樣化的真菌病原體。納他黴素在相關抗真菌藥中具有獨特性，因為它不會直接造成細胞膜通透化。與納他黴素結構相似但作用方式略有不同的其他抗真菌抗生素被認為會產生親水性通道，導致鉀離子和鈉離子從細胞中滲漏。
納他黴素在水中的溶解度非常低，但它在極低的濃度下就能發揮作用。對於大多數黴菌而言，此藥物最小抑菌濃度低於10ppm（10個百萬分之一）。

## 生物化學
納他黴素是由某些鏈黴菌屬品種（包括S. natalensis、 S. lydicus, S. chattanoogensis 和褐黄孢链霉菌（Streptomyces gilvosporeus））所產生的次級代謝產物。其核心結構是一種巨環內酯，包含一個多烯片段，並附有羧酸和真菌胺基團。其生物合成始於一系列聚酮化合物合酶模組，接著是額外的酶促過程，進行氧化和取代基的附著，與其他多烯類抗真菌劑一樣。
納他黴素透過發酵各種鏈黴菌屬菌株（包括S. chattanoogensis L10）來達到工業化規模的生產。

## 歷史
納他黴素於1955年首次從Streptomyces natalensis菌株細胞培養的發酵液中分離而得。最初被命名為pimaricin，以紀念取得S. natalensis菌株的城市 - 彼得馬利茲堡（位於南非東部）。後來世界衛生組織（WHO）規定由鏈黴菌屬 (Streptomyces) 生產的抗生素名稱必須以"-mycin"結尾，因此pimaricin被更名。現今使用的natamycin這個名稱則是根據菌株名稱natalensis來取名。

## 社會與文化
美國食品超級市場連鎖店全食超市（美國農業部 （USDA）認證的有機食品雜貨商）所發佈的"不可接受的食品成分"清單中將納他黴素列於其中。